# 南オセチア共和国軍

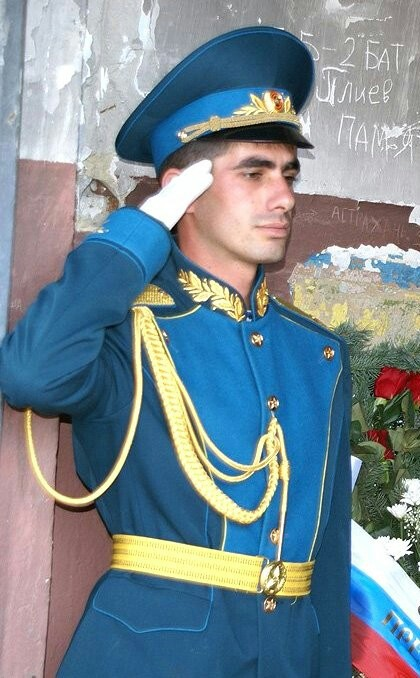

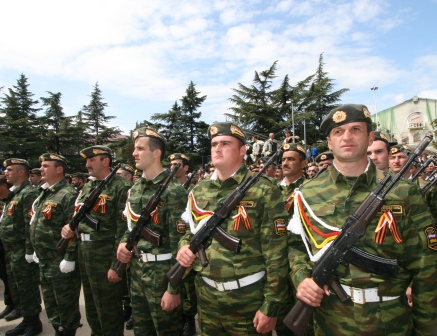

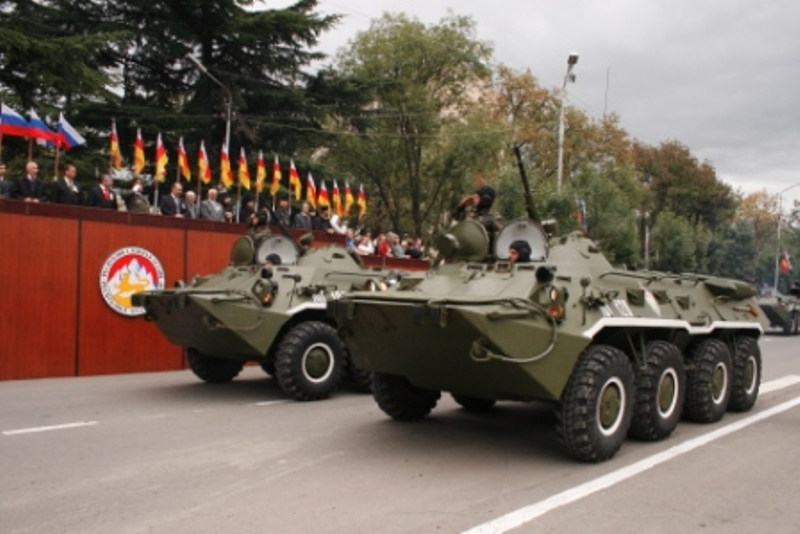

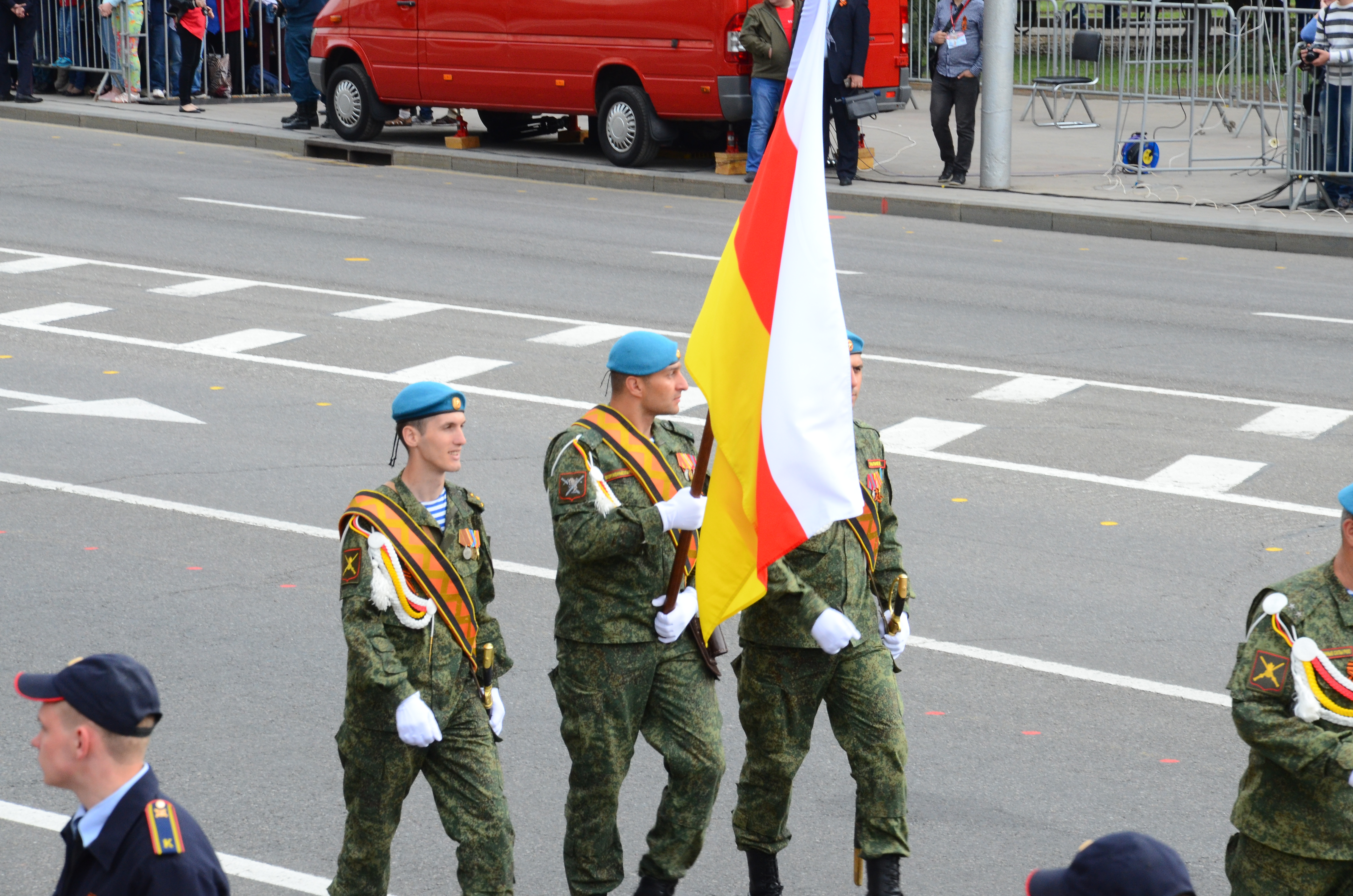

南オセチア共和国軍（みなみオセチアきょうわこくぐん）は、南オセチア共和国の国軍。

## 歴史
南オセチア共和国軍は、1991年から1992年の南オセチア紛争時に編成された、各種自警団と武装集団に基づく。
紛争終結後の1992年創設。翌1993年1月、非常事態・国防省が設置され、2月23日（現「祖国防衛者の日」）には最初の正規部隊が編成された。この際、装備は、以下の方法によって調達された。同年末、軍人宣誓が制定。
- グルジアからの奪取・購入（グルジア警察の自発的引き渡し等）
- 南オセチア自治州に駐屯していたザカフカーズ軍管区部隊（第37工兵連隊、第299独立戦闘ヘリ連隊）からの奪取・購入
- 北オセチアに駐屯していた北カフカーズ軍管区部隊からの奪取・購入
- チェチェン人及びイングーシ人からの購入

1996年、非常事態・国防省は、住民からの武器の買い上げを始め、正規軍化が進んだ。同年、徴兵制と志願制の混成制度が確立し、11月に最初の召集が行われた。1997年、下級将校要員訓練課程が設立され、卒業生は少尉に任官した。
2002年、国家予算に国防費が計上され、ロシア連邦からの武器・装備の調達が実施された。同年2月、軍事委員部により予備役登録が行われ、各人に出頭場所と武器受領場所を指示する動員命令書が配布された。
2003年秋のバラ革命の結果、隣国グルジアに領土保全の回復とロシア軍の撤退を要求するミヘイル・サアカシュヴィリ政権が誕生した。2004年5月、グルジアは、密輸対策を名目に紛争地帯に軍・警察を投入した。これに対し、南オセチアも、軍の動員を開始し、小競り合いが散発した。この時、ロシアから多数の義勇兵と武器が南オセチアに流入し、ロシア連邦軍の職業軍人であるアナトーリー・バランケヴィッチ大佐が非常事態・国防相に任命された。グルジア側の計画は頓挫し、8月末までに紛争地帯から撤収した。
グルジアは、ロシアの軍事援助を定期的に非難し、特に2007年9月26日の国連総会において、サアカシュヴィリ大統領は、ドザウ地区のロシア軍基地建設を公式に非難した。
2008年8月の南オセチア紛争では、主としてドザウ地区と道路の援護に回り、一部部隊はツヒンヴァリ守備隊に編入され、同市の防衛に参加した。
2008年10月31日、非常事態・国防省は、非常事態省と国防省に分離され、ロシア軍出身のユーリー・タナーエフ将軍が国防大臣に任命された。

## 組織
統制機関として、国防省と参謀本部が設置されている。
- 7個狙撃大隊：各大隊は、200～250人を擁し、平時の充足率は60％。
- 自動車化狙撃大隊
- 偵察大隊
- 物資機材保障大隊
- 対戦車砲大隊
- 砲兵大隊
- 多連装ロケット砲中隊
- 高射ミサイル・砲兵中隊
- 独立戦車中隊
- 独立山岳特殊任務中隊
- 独立狙撃手中隊
- 独立工兵中隊
- 独立通信中隊
- 独立警備中隊
- 名誉警衛小隊

## 装備
- 戦車（T-55、T-72、T-72 SIM-1） x15
- BMP-1 / BMP-2 x22
- BTR-70 / BTR-80 x24
- BRDM-2 x6
- 122mm自走榴弾砲「グヴォージカ」 x12
- 122mm榴弾砲D-30 x12
- 多連装ロケット発射機BM-21「グラード」 x6
- 120mm迫撃砲2B11（2S12） x18
- 100mm対戦車砲MT-12「ラピラ」 x4
- 自動迫撃砲2B9「ヴァシリョーク」 x3
- 82mm迫撃砲2B14「ポドノス」 x30
- 73mm銃架式擲弾筒SPG-9 x10
- 対戦車誘導弾複合体9K111「ファゴット」、9K113「コンクールス」 x50
- ZSU-23-4「シルカ」 x4
- 高射ミサイル複合体「ストレラ-10」 x4
- 携帯式高射ミサイル複合体「イグラ」、「ストレラ」 x100以下
- 高射機関砲ZU-23-2（ウラル-4320搭載） x12
- ヘリMi-8 x4

小火器は、ロシア製とグルジアからの鹵獲品を使用。

## 徴兵制度
徴兵制と志願制の混成制度が実施され、召集期間は1年間。

## 教育制度
ドザウ地区に教育センター「バルス」が存在し、全兵科の特技兵の訓練を実施している。将校は、ロシア連邦軍の軍事学校で教育される。

## 準軍事組織
- 内務省：OMON2個大隊、SOBR（250人）
- 国家保安委員会：国境警備隊
- 国家警護庁：50人